# ローマ人
ローマ人（ローマじん）は、古代ローマにおける国籍（ローマ市民権）を得た者。その背景は時代や状況によって大きく異なる。
1. 古代のイタリア半島中部に居住していたインド・ヨーロッパ語族系民族であるラテン人。ローマは元々ラテン人の都市国家の一つであり、更にラティウム戦争で全ラテン人はローマ住民として両者は同一化した。
2. 1.が建設したローマ共和国およびローマ帝国（セウェルス朝まで）で、ローマ市民権を付与された者。同盟市戦争を経て市民権を獲得したイタリア半島の在住者、補助軍での軍役や植民者との混血などでローマ化された人々に付与された場合が多い。一方で、イタリア半島南部のギリシア系住民、多額の納税による取得、異民族の有力者への名誉的な市民権の付与なども行われた為、ラテン人の血統を引かない者やラテン語話者でない人々も存在した。
3. 帝政中期に行われたカラカラ帝による「アントニヌス勅令」後にローマ市民権を取得した者。この勅令は帝国内の全自由民がローマ市民権を保有することを定めたもので、その数は無秩序に拡大され単にローマ領内の民衆を指す言葉になった（特定の民族を意味しなくなった）。東西分裂後の東ローマ帝国では住民の大半がギリシャ系であったが、ローマ市民権保持者として15世紀の帝国滅亡まで「ローマ人」(ギリシア語: Ρωμαίοι、ローマイオイ)と自称しつづけた。滅亡後も、オスマン帝国は正教徒のことを「ルーム」（ローマ人）と呼んでいた。